# NGC 1372
NGC 1372 је елиптична галаксија у сазвежђу Еридан која се налази на NGC листи објеката дубоког неба.
Деклинација објекта је - 15° 52' 54" а ректасцензија 3h 36m 59,7s. Привидна величина (магнитуда) објекта NGC 1372 износи 14,3 а фотографска магнитуда 15,3. NGC 1372 је још познат и под ознакама NPM1G -16.0142, PGC 13346.